# Cambrijsko hribovje
Kambrijsko hribovje (angl. Cambrian Mountains, valižansko Mynyddoedd Cambria, v ožjem pomenu: Mid Wales / Elenydd) je gorovje v Walesu.
Prvotno je bil izraz "Cambrijsko hribovje" uporabljen v splošnem pomenu za večino gora v Walesu. Od leta 1950, je uporaba postala bolj lokalizirana na geografsko homogeno višavje Mid Wales, znano v valižanščini kot Elenydd, ki se razteza od Pumlumona do Mynydd Mallaena. Ta neplodna in redko poseljena "divjina", se pogosto omenja kot puščava Walesa. Območje vključuje izvire reke Severn in reke Wye in je bilo neuspešno predlagano kot narodni park leta 1960 in 1970. Najvišja točka območja je Plynlimon, 752 m.
Širša, bolj zgodovinska uporaba izraza vsebuje tudi Snowdonia v Severnem Walesu in Brecon Beacons in Black Mountains v Južnem Walesu. Te segajo v višino do 1090 m v Snowdoniji.

## Geologija in topografija
Medtem ko Snowdonia vsebuje mešanico vulkanskih kamnin in sedimentnih kamnin kambrijske in ordovicijske starosti, so hribovja Južnega Walesa predvsem devonske starosti iz starega rdečega peščenjaka in karbonskega apnenca in podobno starih peščenjakov. Grebeni sredi Walesa pa so večinoma nastala v ordoviciju in silurju iz peščenjakov in meljevcev, ki na številnih področjih izdanjajo le redko in tako tvorijo bolj zaobljene travnate griče. Cambrijsko hribovje (v sodobnem pomenu besede) je na splošno manj priljubljeno pri pohodnikih in planincih kot hribovja severno in južno. Večina gorskih verig Walesa je obrnjena proti prevladujočemu zahodnemu zračnemu toku, ki prihaja od Atlantskega oceana, zato imajo veliko padavin in v njih izvirajo številne reke, med katerimi sta največji reki Severn in Wye, ki izvirata na vzhodnih pobočjih Pumlumona.

## Jezovi in vetrnice
V Cambrijskem hribovju sta zajezitveni jezeri Elan Valley in llyn Brianne, ki zagotavljata vodo za angleški West Midlands in Južni Wales, poleg teh pa še zajezitvi Clywedog in Nant y Moch. Cefn Croes je mesto kontroverznega projekta vetrnih elektrarn v Cambrijskem hribovju južno od ceste  A44, med Aberystwythom in Llangurigom.

## Predlog narodnega parka
Območje je bilo od Komisije za narodne parke (predhodnik organa Deželne komisije) leta 1965 predlagano kot narodni park,. Vendar so predlogu nasprotovali kmetje in lokalne oblasti na tem območju. Formalna posvetovanja o predlogu so se začela leta 1970, leta 1971 je Deželna komisija predlagala revidirano mejo za imenovanje. Predlagano območje, 1.210 km2, je zajelo območje Pumlumona in Elenydda, območje, ki ga omejujejo naselja Machynlleth, Llangurig, Rhayader, Newbridge-on-Wye, Llanwrtyd Wells, Llandovery, Pumsaint, Tregaron, in Devil's Bridge. Kljub nadaljnjemu lokalnemu nasprotovanju, je Komisija 15. avgusta 1972 objavila sklep, ki je označeval območje in ga posredovala v državnemu sekretarju Walesa, Petru Thomasu, v potrditev.
Predlogu imenovanja so nasprotovali nato v vseh petih svetih grofij, 5 od 7 okrožnih svetih, 5 župnijskih svetih, National Farmers Union, Country Landowners, lastniki zemljišč, Plaid Cymru, Kampanja za varstvo podeželja Walesa in drugi. Podporo za imenovanje je izrazilo Združenje pohodnikov, Youth Hostels Association in kolesarski Touring Club. Julija 1973 je državni sekretar napovedal odločitev, da ne bo nadaljeval z določitvijo zaradi »množičnih dokazov o kršitvah« in zavrnil tudi poziv za javno preiskavo. To je bilo prvič, takšno priporočilo za nacionalno označitev parka ni bila sprejeta.

## Glavni vrhovi
- Pen Pumlumon Fawr (Plynlimon), 752 m
- Pen Pumlumon Arwystli, 741 m
- Pen Pumlumon Llygad-bychan, 727 m
- Y Garn (Plynlimon), 684 m
- Pumlumon Fach], 668 m
- Great Rhos, 660 m
- Black Mixen, 650 m
- Drygarn Fawr, 645 m
- Gorllwyn, 613 m
- Bache Hill, 610 m
- Pen y Garn, 610 m
- Y Gamriw, 604 m
- Llan Ddu Fawr, 593 m
- Pegwn Mawr, 586 m
- Siambwr Trawsfynydd, 582 m

## Galerija
- Kanjon Nant Rhuddnant proti severu Cefn Coch iz vrha Pen y Garn. V ozadju so Y Garn (levo), Pen Pumlumon Fawr and Pen Pumlumon Arwystli (desno)
- Puščava Walesa iz Drygarn Fawr
- Panorama dela Snowdon masiva s Snowdonom v centru desno, iz Mynydd Mawr.  Glyderau je bolj oddaljen.
- Llyn Brianne izliv vode takoj po prvem polnjenju pri zagonu